# Guyanische Badmintonmeisterschaft 1989
Die Guyanische Badmintonmeisterschaft 1989 fanden Mitte 1989 statt.

## Sieger und Finalisten
| Disziplin    | Gold                               | Silber                           |
| ------------ | ---------------------------------- | -------------------------------- |
| Herreneinzel | Billy Holder                       | Peter Peroune                    |
| Dameneinzel  | Koreen Thomas                      | Simone Cheong                    |
| Herrendoppel | Sean Barnwell Gokarn Ramdhani      | Billy Holder Mike Brummel        |
| Damendoppel  | Sharon Latchmansingh Koreen Thomas | Christine Barnwell Simone Cheong |
| Mixed        | Billy Holder Simone Cheong         | Peter Peroune Koreen Thomas      |